# Abel Hugo
Pour les articles homonymes, voir Famille Hugo et Hugo.
Abel Joseph, comte Hugo (né le 15 novembre 1798 à Paris et mort le 8 février 1855 à Paris, 2e arrondissement ancien), fils aîné du général d’Empire Joseph Léopold Sigisbert Hugo (1773‑1828) — créé comte, selon la tradition familiale, par Joseph Bonaparte, roi d'Espagne — et de Sophie Trébuchet (1772‑1821), est un militaire et essayiste français ainsi que le frère de Victor Hugo.

## Biographie
Abel suit les cours du lycée Impérial à Paris. Il fut le seul des trois frères qui resta avec Léopold Hugo en Espagne. Entré à 13 ans à l’école des pages de Joseph Bonaparte, devenu roi d’Espagne (il sera l’unique page français à la cour d’Espagne), il s’exerce alors à l’écriture comme le faisait également son père.
Il participe à la retraite de la cour et de l’armée française en 1812. Il est sous-lieutenant à la chute de l’Empire.

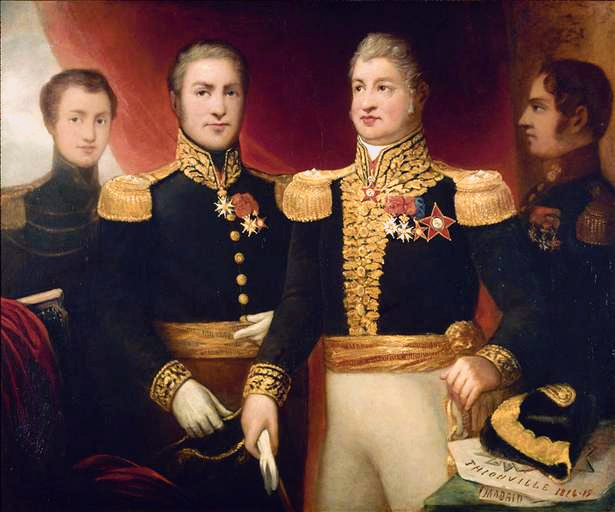
Le général Léopold Hugo avec deux de ses frères et son fils Abel (Julie Hugo, entre 1820 et 1860, maison de Victor Hugo).

En 1814, le comte d’Artois le fait, lui et ses frères, chevaliers de l’« ordre du Lys » en reconnaissance du rôle joué par sa mère dans la conspiration de Malet. Abel assume ensuite des fonctions auprès de l’état-major français jusqu’en 1818.
Abel contribue, en décembre 1819, à la fondation de la revue Le Conservateur littéraire, revue lancée par les frères Hugo, où il s’occupe surtout de la diffusion et de l’administration. Devenu le comte Hugo à la mort de son père (1828), il est relativement négligé par son illustre frère avec lequel il entretient des rapports distendus.
De conviction monarchiste, il abandonne les positions légitimistes vers 1833, ce qui correspond aussi à la rédaction de ses deux ouvrages majeurs sur Napoléon et la France militaire. Outre ses ouvrages publiés, il collabore à la Revue des deux Mondes (1833) ainsi qu’à des revues militaires : Le Spectateur militaire et le Journal de l’Armée notamment. Il fait paraître France Pittoresque (par départements, en 3 volumes en 1835). De 1836 à 1843, sort une Histoire générale de la France par les manuscrits en 5 volumes, suivie en 1838 d’une France militaire de 1792 à 1837, aussi en 5 volumes.
Victor Hugo mentionne son frère à plusieurs reprises dans ses souvenirs ou ses écrits intimes. Adèle Hugo rapporte ainsi que son père Victor est émerveillé des visites d’Abel en uniforme chamarré de page pendant la guerre d’Espagne.
Abel était le parrain du fils cadet de Victor, Charles, né en 1826.

## Union et descendance

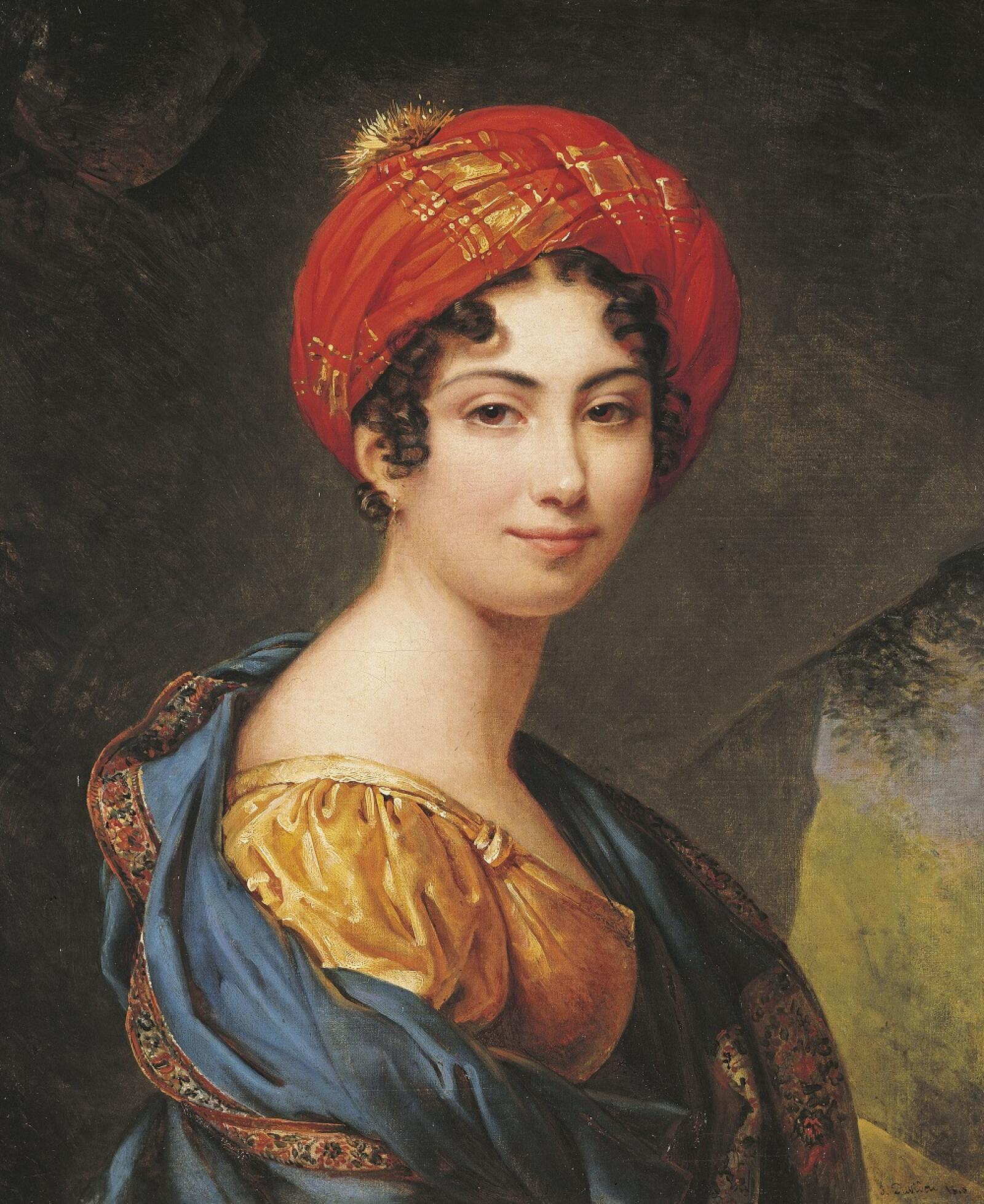
Louise Rose Julie Duvidal de Montferrier (1797-1865), autoportrait.

Abel épouse, le 20 décembre 1827 à Paris (10e arrondissement ancien), Louise Rose Julie du Vidal (ou Duvidal) de Montferrier (1797 ✝ 10 avril 1865), artiste peintre, élève de Jacques-Louis David, professeur de dessin d’Adèle Foucher. Julie était la fille de Jean-Jacques Duvidal de Montferrier (12 avril 1752, Montpellier - ✝ 19 octobre 1829, Paris, 7, rue Saint-Guillaume), 2e marquis de Montferrier, chevalier de l'Empire (lettres patentes du 26 avril 1808), syndic général des États de Languedoc (où il succède à son père le 31 décembre 1787), puis administrateur général des hospices de Paris, membre du Conseil général de la Seine, membre du Tribunat puis conseiller maître à la Cour des comptes. D’autre part, la grand-tante de Julie, Élisabeth Duvidal de Montferrier (✝ avant 1740) était la grand-mère de Jean-Jacques-Régis de Cambacérès.
Abel et Julie eurent ensemble deux fils :
1. Léopold Armand Hugo (11 septembre 1828 - ✝ 19 avril 1895), graphiste, marié, le 22 octobre 1855 à Versailles, avec Marie Jeanne Clémentine Solliers (née le 7 mars 1835 à Dijon), dont :
  1. Zoé (30 juillet 1856, Paris - ✝ 27 juin 1876, Paris) ;
2. Joseph Napoléon « Jules » (2 septembre 1835, Paris Xe - ✝ 1863), jésuite, prêtre de Notre-Dame-de-Sion.

Victor se défia de l’influence de sa belle-sœur sur son frère et mit celui-ci en garde contre « cette artiste ». Mais le grand écrivain lui écrivit plus tard des lettres qui prouvent la grande estime en laquelle il la tenait.

## Œuvres

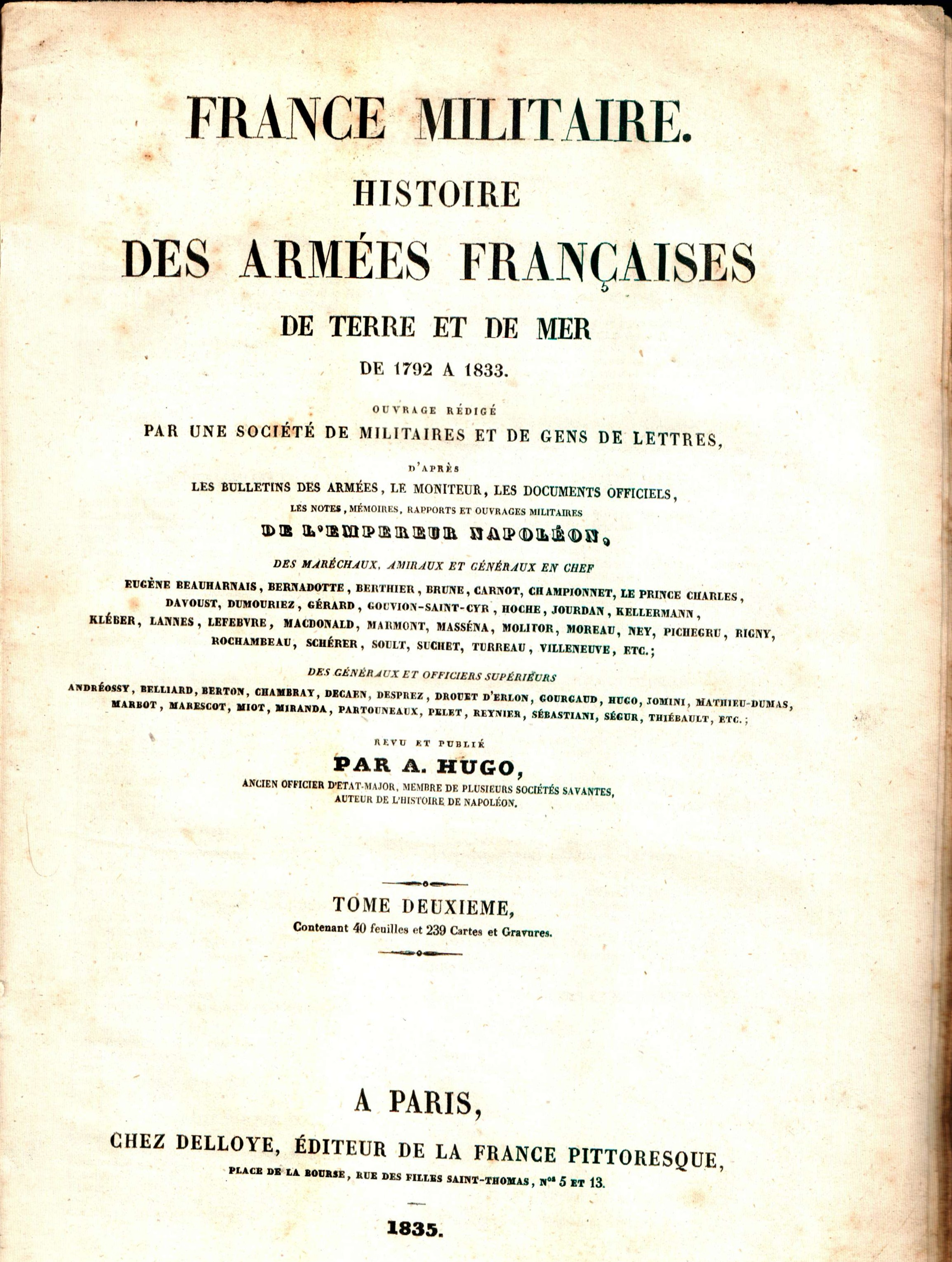
Première page du deuxième tome de la France Militaire par Abel Hugo.

Il était membre de plusieurs sociétés de lettres. Selon Jacques Hantraye, son œuvre littéraire apparaît très liée, à ses débuts, à celle de son frère.
Il semble aussi marqué par son intérêt pour l’Espagne à la suite des quelques années passées avec la famille Hugo dans ce pays et l’on peut supposer que son inclination pour les questions militaires n’est pas sans lien avec les événements qu’il a connus lors de la guerre d’Espagne sous le Premier Empire. Par ailleurs, son père Joseph Léopold Sigisbert Hugo devint général d'Empire et ses oncles étaient eux-mêmes militaires.
- Traité du mélodrame, avec Armand Malitourne et Jean-Joseph Ader (Delaunay, Pélicier et Plancher, Paris, 1817, online)
- Histoire de la campagne d'Espagne en 1823, 2 volumes, Paris, Lefuel, 1824 et 1825[8] ;
- Les Français en Espagne, à-propos-vaudeville en 1 acte, co-auteur Alphonse Vulpian, Paris, Second Théâtre français, 24 août 1823.lire en ligne sur Gallica
- Souvenirs et mémoires sur Joseph Napoléon en 1811, 1812 et 1813, Revue des deux Mondes, 1833, tome 1[9] ;
- France pittoresque, ou Description pittoresque, topographique et statistique des départements et colonies de la France, Delloye éditeur, 3 vol., Paris, 1835[10] tome III couvrant les lettres Pu-Y ainsi que les colonies à lire en ligne ; les chapitres relatifs à plusieurs départements ont été réédités, certains accompagnés de textes complémentaires de Jules Verne, par les éditions du Bastion aux environs de 1992[11] ;
- Histoire de l’Empereur Napoléon, Au bureau central du magasin universel, 1836-1837[12] ;
- Histoire générale de France, depuis les temps les plus reculés jusqu’à nos jours, H.-L. Delloye, 5 vol. Paris, 1836-1843[13] ;
- France militaire, Histoire des armées françaises de terre et de mer, de 1792 à 1837, H.-L. Delloye, Paris, 1838
  - tome I (1833, en ligne
  - tome II (1835, en ligne)
  - tome III (1838, en ligne)
  - tome IV (1838, en ligne)
  - tome V (1838, en ligne)